# Hexatoma sanctaemartae
Hexatoma sanctaemartae är en tvåvingeart som först beskrevs av Alexander 1919.  Hexatoma sanctaemartae ingår i släktet Hexatoma och familjen småharkrankar.
Artens utbredningsområde är Colombia. Inga underarter finns listade i Catalogue of Life.